# Hyvää puuta
Hyvää puuta (Добра деревина) — 30-тий музичний альбомом фінського співака та кіноактора Веса-Матті Лойрі (Vesa-Matti Loiri). Виданий 16 вересня 2009.
Участь у запису СД-диску брали Гейккі Сало (Heikki Salo), Яркко Матікайнен (Jarkko Martikainen). Презентація на українському радіо «Промінь» (2010).
Видавець альбому — Warner Music Finland

## Музиканти
- Веса-Матті Лойрі: вокал
- Томмі Вікстен: гітари
- Том Нюман: бас-гітара
- Топі Куркі: барабани
- Йоганна Куркела: бек-вокал (3)
- Ескоо Яарвеля: віолончель (2,4,5,10)